# Војна обавеза у Србији
| Војна обавеза у Србији        |                                                                                    |
| Војници Србије приликом марша |                                                                                    |
| Држава:                       | Република Србија                                                                   |
| Министарство:                 | Министарство одбране Републике Србије                                              |
| Војска:                       | Војска Србије                                                                      |
| Покретачи:                    | Борис Тадић (бивши председник Републике) Драган Шутановац (бивши министар одбране) |
| Покренуто:                    | 1. јануар 2011.                                                                    |
| Статус лица:                  | Војни обавезници                                                                   |
| Састав војске:                | Резервни састав                                                                    |
| Пол полазника:                | Мушкарци и жене                                                                    |
| Категорија полазника:         | Добровољно служење војног рока са оружјем                                          |
| Време служењa:                | шест месеци                                                                        |
| Минимална нето плата:         | По једном резервисти 67.769 динара месечно 2023. године                            |

Војна обавеза у Србији је од 1. јануара 2011. на добровољној основи за мушкарце и жене. Претходно је војна обавезна са оружјем за мушкарце трајала 6 месеци. Међутим, приговором савести мушкарци су могли да одслуже 9 месеци цивилног војног рока без оружја. Тренутно добровољно служење војног рока са оружјем траје 6 месеци за мушкарце и за жене.

## Историја
Народна скупштина Републике Србије је 15. децембра 2010. године изгласала суспензију обавезног служења војног рока за мушкарце. Одлука је у потпуности ступила на снагу 1. јануара 2011. године.

## Планови власти за повратак обавезног војног рока за мушкарце
Председник Републике Србије Александар Вучић је у августу 2018. рекао да земља разматра идеју о поновном увођењу војне обавезе од 2020. године, како би помогла у побољшању борбене готовости Војске Србије.
Генералштаб Војске Србије је 4. јануара 2024. године предложио председник Републике Србије Александару Вучићу поновно увођење војне обавезе. Вучић је 13. септембра 2024. године рекао да је одобрио предлог.
Влада Републике Србије је у другој половини 2024. разматрала је поновно увођење обавезног служења војног рока у трајању од 75 дана. Председник Владе Републике Србије Милош Вучевић је рекао да би војна служба била обавезна за мушкарце до 30 година, и да је циљ да на годишњем нивоу буде око 20.000 регрута у касарнама.

## Друштвени и политички ставови за повратак обавезног војног рока за мушкарце
Од 10. до 17. децембра 2016. године социолог Срећко Михаиловић је спровео анкету у целој земљи на узорку од 1.200 одраслих о томе да ли Србија треба да врати регрутацију, а резултати су били да је 75% испитаника подржало враћање војне обавезе у Србији. Анкета из 2018. године показала је подршку за регрутацију на 74% испитаника, док је анкета из 2021. показала подршку на 75% испитаника.
Српски покрет Двери подржава враћање војне обавезе у Србији.
Милан Стаматовић председник Здраве Србије изразио је подршку увођењу обавезне војне обавезе у Србији.